# Big Bend nationalpark
Nationalparken Big Bend ligger i delstaten Texas i USA och är 3 242 km² stor. Den ligger vid gränsen till Mexiko och gränsfloden Rio Grande. Området inkluderar öken såväl som flod- och bergslandskap. Parken genomkorsas av vägar men är i huvudsak ett område avsett för vandring och friluftsliv.
I nationalparkens torra delar förekommer borstäxingar (Rostraria), kreosotbuske, kaktusväxter och arter av palmliljesläktet. Nära floden är växtligheten rikare. I en del som heter Chisos Mountains kan temperaturen sjunka till 11 °C och där växer ekar, tallar samt en. I bergstrakten lever hjortdjur och pumor. I Big Bend registrerades cirka 400 olika fågelarter.
Nationalparken inrättades den 12 juni 1944.